# Ольсен, Ларс
Ларс Кристиан Ольсен (дат. Lars Christian Olsen; род. 2 февраля 1961, Глоструп, Копенгаген) — датский футболист, защитник, известный по выступлениям за «Брондбю» и сборную Дании. Участник чемпионатов Европы 1988, 1992 и 1996 годов.
С 2011 по 2019 год работал тренером сборной Фарерских островов, после чего возглавил датский клуб «Эсбьерг».

## Клубная карьера
Ольсен родился в Глострупе и начал карьеру в местном клубе с одноимённым названием в 1980 году. После того как он начал вызываться в молодёжную сборную, его подписал клуб первого датского дивизиона «Кёге». После четырёх сезонов, проведённых в низшей лиге, Ларс перешёл в «Брондбю». С новым клубом он пять раз выиграл чемпионат Дании, а также стал лучшим футболистом Дании в 1988 году. Ольсен был капитаном «Брондбю» с 1987 по 1988 год. В 1991 году он перешёл в турецкий «Трабзонспор». В Турции Ольсен был основным футболистом команды и помог ей завоевать Кубок Турции. После того как Ларс покинул «Трабзонспор», он выступал за бельгийский «Серен» и швейцарский «Базель». В 1996 году Ольсен вернулся в «Брондбю», с которым в шестой раз стал чемпионом Дании. Последний матч за клуб сыграл в ноябре 1996 года.

## Международная карьера
В апреле 1986 года в матче против сборной Болгарии Ольсен дебютировал за сборную Дании. В 1988 году был включён в заявку на участие в чемпионате Европы. На турнире провёл три матча: против сборных Италии, Германии и Испании. Через четыре года в Швеции Ольсен в составе национальной команды во второй раз принял участие в чемпионате Европы и стал победителем турнира. На турнире он сыграл во всех матчах: против сборных Англии, Швеции, Нидерландов, Франции и Германии. В 1996 году в третий раз поехал на чемпионат Европы. В Англию он ехал в качестве запасного и на турнире не сыграл ни минуты.

## Статистика

### Матчи Ольсена за сборную Дании
| Матчи Ольсена за сборную Дании | Матчи Ольсена за сборную Дании | Матчи Ольсена за сборную Дании | Матчи Ольсена за сборную Дании | Матчи Ольсена за сборную Дании | Матчи Ольсена за сборную Дании |
| ------------------------------ | ------------------------------ | ------------------------------ | ------------------------------ | ------------------------------ | ------------------------------ |
| №                              | Дата                           | Соперник                       | Счёт                           | Голы Ольсена                   | Соревнование                   |
| 1                              | 9 апреля 1986                  | Болгария                       | 0:3                            | —                              | Товарищеский матч              |
| 2                              | 20 мая 1987                    | Греция                         | 5:0                            | —                              | Олимпийские игры 1988 (отбор)  |
| 3                              | 10 июня 1987                   | Румыния                        | 8:0                            | 1                              | Олимпийские игры 1988 (отбор)  |
| 4                              | 26 августа 1987                | Швеция                         | 0:1                            | —                              | Товарищеский матч              |
| 5                              | 3 сентября 1987                | Румыния                        | 2:1                            | 1                              | Олимпийские игры 1988 (отбор)  |
| 6                              | 23 сентября 1987               | ФРГ                            | 0:1                            | —                              | Товарищеский матч              |
| 7                              | 14 октября 1987                | Уэльс                          | 1:0                            | —                              | Чемпионат Европы 1988 (отбор)  |
| 8                              | 28 октября 1987                | Польша                         | 2:0                            | —                              | Олимпийские игры 1988 (отбор)  |
| 9                              | 18 ноября 1987                 | ФРГ                            | 0:1                            | —                              | Олимпийские игры 1988 (отбор)  |
| 10                             | 30 марта 1988                  | ФРГ                            | 1:1                            | —                              | Олимпийские игры 1988 (отбор)  |
| 11                             | 20 апреля 1988                 | Греция                         | 4:0                            | —                              | Олимпийские игры 1988 (отбор)  |
| 12                             | 27 апреля 1988                 | Австрия                        | 0:1                            | —                              | Товарищеский матч              |
| 13                             | 18 мая 1988                    | Польша                         | 3:0                            | —                              | Олимпийские игры 1988 (отбор)  |
| 14                             | 1 июня 1988                    | Чехословакия                   | 0:1                            | —                              | Товарищеский матч              |
| 15                             | 5 июня 1988                    | Бельгия                        | 3:1                            | —                              | Товарищеский матч              |
| 16                             | 11 июня 1988                   | Испания                        | 2:3                            | —                              | Чемпионат Европы 1988          |
| 17                             | 14 июня 1988                   | ФРГ                            | 0:2                            | —                              | Чемпионат Европы 1988          |
| 18                             | 17 июня 1988                   | Италия                         | 0:2                            | —                              | Чемпионат Европы 1988          |
| 19                             | 31 августа 1988                | Швеция                         | 2:1                            | —                              | Товарищеский матч              |
| 20                             | 14 сентября 1988               | Англия                         | 0:1                            | —                              | Товарищеский матч              |
| 21                             | 28 сентября 1988               | Исландия                       | 1:0                            | —                              | Товарищеский матч              |
| 22                             | 19 октября 1988                | Греция                         | 1:1                            | —                              | Чемпионат мира 1990 (отбор)    |
| 23                             | 2 ноября 1988                  | Болгария                       | 1:1                            | —                              | Чемпионат мира 1990 (отбор)    |
| 24                             | 8 февраля 1989                 | Мальта                         | 2:0                            | —                              | Товарищеский матч              |
| 25                             | 10 февраля 1989                | Финляндия                      | 0:0                            | —                              | Товарищеский матч              |
| 26                             | 12 февраля 1989                | Алжир                          | 0:0                            | —                              | Товарищеский матч              |
| 27                             | 22 февраля 1989                | Италия                         | 0:1                            | —                              | Товарищеский матч              |
| 28                             | 12 апреля 1989                 | Канада                         | 2:0                            | —                              | Товарищеский матч              |
| 29                             | 26 апреля 1989                 | Болгария                       | 2:0                            | —                              | Чемпионат мира 1990 (отбор)    |
| 30                             | 17 мая 1989                    | Греция                         | 7:1                            | —                              | Чемпионат мира 1990 (отбор)    |
| 31                             | 7 июня 1989                    | Англия                         | 1:1                            | —                              | Товарищеский матч              |
| 32                             | 14 июня 1989                   | Швеция                         | 6:0                            | —                              | Товарищеский матч              |
| 33                             | 18 июня 1989                   | Бразилия                       | 4:0                            | 1                              | Товарищеский матч              |
| 34                             | 23 августа 1989                | Бельгия                        | 0:3                            | —                              | Товарищеский матч              |
| 35                             | 6 сентября 1989                | Нидерланды                     | 2:2                            | —                              | Товарищеский матч              |
| 36                             | 11 октября 1989                | Румыния                        | 3:0                            | —                              | Чемпионат мира 1990 (отбор)    |
| 37                             | 15 ноября 1989                 | Румыния                        | 1:3                            | —                              | Чемпионат мира 1990 (отбор)    |
| 38                             | 5 февраля 1990                 | ОАЭ                            | 1:1                            | —                              | Товарищеский матч              |
| 39                             | 14 февраля 1990                | Египет                         | 0:0                            | —                              | Товарищеский матч              |
| 40                             | 11 апреля 1990                 | Турция                         | 1:0                            | —                              | Товарищеский матч              |
| 41                             | 15 мая 1990                    | Англия                         | 0:1                            | —                              | Товарищеский матч              |
| 42                             | 30 мая 1990                    | ФРГ                            | 0:1                            | —                              | Товарищеский матч              |
| 43                             | 5 сентября 1990                | Швеция                         | 1:0                            | —                              | Товарищеский матч              |
| 44                             | 11 сентября 1990               | Уэльс                          | 1:0                            | —                              | Товарищеский матч              |
| 45                             | 10 октября 1990                | Фарерские острова              | 4:1                            | —                              | Чемпионат Европы 1992 (отбор)  |
| 46                             | 17 октября 1990                | Северная Ирландия              | 1:1                            | —                              | Чемпионат Европы 1992 (отбор)  |
| 47                             | 14 ноября 1990                 | Югославия                      | 0:2                            | —                              | Чемпионат Европы 1992 (отбор)  |
| 48                             | 1 мая 1991                     | Югославия                      | 2:1                            | —                              | Чемпионат Европы 1992 (отбор)  |
| 49                             | 5 июня 1991                    | Австрия                        | 2:1                            | —                              | Чемпионат Европы 1992 (отбор)  |
| 50                             | 12 июня 1991                   | Италия                         | 0:2                            | —                              | Товарищеский матч              |
| 51                             | 15 июня 1991                   | Швеция                         | 0:4                            | —                              | Товарищеский матч              |
| 52                             | 4 сентября 1991                | Исландия                       | 0:0                            | —                              | Товарищеский матч              |
| 53                             | 25 сентября 1991               | Фарерские острова              | 4:0                            | —                              | Чемпионат Европы 1992 (отбор)  |
| 54                             | 9 октября 1991                 | Австрия                        | 3:0                            | —                              | Чемпионат Европы 1992 (отбор)  |
| 55                             | 13 ноября 1991                 | Северная Ирландия              | 2:1                            | —                              | Чемпионат Европы 1992 (отбор)  |
| 56                             | 8 апреля 1992                  | Турция                         | 1:2                            | —                              | Товарищеский матч              |
| 57                             | 3 июня 1992                    | СНГ                            | 1:1                            | —                              | Товарищеский матч              |
| 58                             | 11 июня 1992                   | Англия                         | 0:0                            | —                              | Чемпионат Европы 1992          |
| 59                             | 14 июня 1992                   | Швеция                         | 0:1                            | —                              | Чемпионат Европы 1992          |
| 60                             | 17 июня 1992                   | Франция                        | 2:1                            | —                              | Чемпионат Европы 1992          |
| 61                             | 22 июня 1992                   | Нидерланды                     | 2:2 (5:4 пен.)                 | —                              | Чемпионат Европы 1992          |
| 62                             | 26 июня 1992                   | Германия                       | 2:0                            | —                              | Чемпионат Европы 1992          |
| 63                             | 26 августа 1992                | Латвия                         | 0:0                            | —                              | Чемпионат мира 1994 (отбор)    |
| 64                             | 9 сентября 1992                | Германия                       | 1:2                            | —                              | Товарищеский матч              |
| 65                             | 23 сентября 1992               | Литва                          | 0:0                            | —                              | Чемпионат мира 1994 (отбор)    |
| 66                             | 14 октября 1992                | Ирландия                       | 0:0                            | —                              | Чемпионат мира 1994 (отбор)    |
| 67                             | 18 ноября 1992                 | Северная Ирландия              | 1:0                            | —                              | Чемпионат мира 1994 (отбор)    |
| 68                             | 24 февраля 1993                | Аргентина                      | 1:1 (4:5 пен.)                 | —                              | Кубок Артемио Франки 1993      |
| 69                             | 31 марта 1993                  | Испания                        | 1:0                            | —                              | Чемпионат мира 1994 (отбор)    |
| 70                             | 14 апреля 1993                 | Латвия                         | 2:0                            | —                              | Чемпионат мира 1994 (отбор)    |
| 71                             | 28 апреля 1993                 | Ирландия                       | 1:1                            | —                              | Чемпионат мира 1994 (отбор)    |
| 72                             | 2 июня 1993                    | Албания                        | 4:0                            | —                              | Чемпионат мира 1994 (отбор)    |
| 73                             | 25 августа 1993                | Литва                          | 4:0                            | 1                              | Чемпионат мира 1994 (отбор)    |
| 74                             | 8 сентября 1993                | Албания                        | 1:0                            | —                              | Чемпионат мира 1994 (отбор)    |
| 75                             | 13 октября 1993                | Северная Ирландия              | 1:0                            | —                              | Чемпионат мира 1994 (отбор)    |
| 76                             | 17 ноября 1993                 | Испания                        | 0:1                            | —                              | Чемпионат мира 1994 (отбор)    |
| 77                             | 9 марта 1994                   | Англия                         | 0:1                            | —                              | Товарищеский матч              |
| 78                             | 20 апреля 1994                 | Венгрия                        | 3:1                            | —                              | Товарищеский матч              |
| 79                             | 26 мая 1994                    | Швеция                         | 1:0                            | —                              | Товарищеский матч              |
| 80                             | 1 июня 1994                    | Норвегия                       | 1:2                            | —                              | Товарищеский матч              |
| 81                             | 7 сентября 1994                | Македония                      | 1:1                            | —                              | Чемпионат Европы 1996 (отбор)  |
| 82                             | 12 октября 1994                | Бельгия                        | 3:1                            | —                              | Чемпионат Европы 1996 (отбор)  |
| 83                             | 16 ноября 1994                 | Испания                        | 0:3                            | —                              | Чемпионат Европы 1996 (отбор)  |
| 84                             | 24 апреля 1996                 | Шотландия                      | 2:0                            | —                              | Товарищеский матч              |

Итого: 84 матча / 4 гола; 39 побед, 18 ничьих, 27 поражений.

## Достижения

### В качестве игрока
«Брондбю»
- Чемпионат Дании по футболу: 1985, 1987, 1988, 1990, 1991, 1995/96
- Обладатель Кубка Дании: 1988/89

«Трабзонспор»
- Обладатель Кубка Турции: 1991/92

Сборная Дании
- Чемпионат Европы по футболу: 1992

### В качестве тренера
Раннерс
- Кубок Дании по футболу: 2005/06

### Личные
- Футболист года в Дании: 1988